# OS-M
OS-M ist die Bezeichnung einer ehemaligen Modellreihe von Trägerraketen des chinesischen Raumfahrtunternehmens OneSpace. Zugleich steht es für die kleinste dieser Raketen, die auch als OS-M1 bekannt ist. Es wurde nur eine OS-M1 gebaut und erfolglos gestartet.

## Hintergrund
OS-M war eines von vielen Projekten für den Start von Kleinsatelliten, die seit Öffnung des chinesischen Raumfahrtmarkts für Privatkapital im Jahr 2014 entstanden sind. Die privaten Anbieter werden durch Technologietransfer von der staatlichen Raumfahrtindustrie gefördert.
OneSpace wurde 2015 gegründet und entwickelte zunächst die suborbitale Rakete OS-X. Statt der OS-M arbeitet OneSpace nun an den größeren Raketenmodellreihen L1 und L2.

## Modelle

### OS-M (OS-M1)
Die OS-M – zur Unterscheidung von der gleichnamigen Modellreihe auch OS-M1 genannt – war eine vierstufige Rakete mit Feststofftriebwerken. Sie war 19 Meter hoch und sollte bis zu etwa 200 kg schwere Satelliten in eine niedrige Erdumlaufbahn (LEO) bringen. Es waren zwei verschieden große Nutzlastverkleidungen geplant. Die mögliche Bahnneigung gab OneSpace mit 42–100° an.
Die Rakete absolvierte nur einen erfolglosen Flug: Sie startete am 27. März 2019 vom Kosmodrom Jiuquan und geriet nach Abtrennung der ersten Stufe ins Trudeln, weil die Lageregelung der zweiten Stufe nach 45 Sekunden wegen eines defekten Kreiselinstruments nicht funktionierte.
Ein zweiter Startversuch war zunächst für 2020 angekündigt, dann für 2021.

### OS-M2
Die OS-M2 wurde nie gebaut. Sie sollte auf der OS-M basieren und zusätzlich zwei Seitenbooster besitzen. Die LEO-Nutzlastkapazität sollte sich dadurch gegenüber der OS-M auf rund 500 kg erhöhen. Es wurden zwei Varianten mit verschieden starken Boostern („Typ A“ und „Typ B“) beworben.

### OS-M4
Bei der OS-M4 als stärkstem Modell waren vier kreuzförmig angeordnete Seitenbooster vorgesehen, ebenfalls in den Varianten A und B. Die maximale Nutzlast für niedrige Erdumlaufbahnen gab OneSpace mit zirka 750 kg an.

## Technische Daten
|                            | OS-M1  | OS-M2/A  | OS-M2/B  | OS-M4/A  | OS-M4/B  |
| -------------------------- | ------ | -------- | -------- | -------- | -------- |
| Höhe                       | 19 m   | 19 m     | 19 m     | 19 m     | 19 m     |
| Seitenbooster              | keine  | 2× Typ A | 2× Typ B | 4× Typ A | 4× Typ B |
| Max. Nutzlast (300 km LEO) | 205 kg | 390 kg   | 505 kg   | 552 kg   | 758 kg   |
| Max. Nutzlast (500 km SSO) | 112 kg | 246 kg   | 334 kg   | 370 kg   | 522 kg   |

## Startliste
| Datum (UTC)         | Modell | Startplatz | Nutzlast                                   | Anmerkungen                |
| ------------------- | ------ | ---------- | ------------------------------------------ | -------------------------- |
| 27. März 2019 09:39 | OS-M1  | Jiuquan    | Lingque 1B (Technologieerprobungssatellit) | Fehlschlag (→ Erläuterung) |